# Automeris tamsi
Automeris tamsi är en fjärilsart som beskrevs av Lemaire 1966. Automeris tamsi ingår i släktet Automeris och familjen påfågelsspinnare. Inga underarter finns listade i Catalogue of Life.